# لبه کاسه شانه
لبهٔ کاسهٔ شانه (انگلیسی: Glenoid labrum) که به آن لابروم شانه و رباط کاسه‌ای هم گفته‌اند، یک رشته بافت نرم است و کاسه شانه را به شکل فنجان درمی‌آورد. لبهٔ کاسهٔ شانه، سطح صاف گودی کاسه‌ای (گلنوئید) را به عمق کاسه حرکت می‌دهد و آن را با سر استخوان بازو جفت می‌سازد.
شانه از سه استخوان تشکیل شده‌است: اسکاپولا (کتف یا تیغه شانه)، هومروس (استخوان فوقانی بازو)، و ترقوه. قسمتی از استخوان کتف از کاسه شانه تشکیل می‌شود.
لابروم یک بافت غضروفی است که اطراف لبه حفره گلنوئید قرار می‌گیرد، حفره را عمیق‌تر و به نگهداری سر هومروس در مفصل کمک می‌کند. لابروم نوعی از غضروف است که در شانه قرار دارد. دو نوع غضروف در مفصل وجود دارد. نوع اول غضروف روی سر استخوان‌ها (که غضروف مفصلی نامیده می‌شود) که سر خوردن و حرکت استخوان‌ها برروی هم را تسهیل می‌کند. نوع دوم که لابروم از این گروه می‌باشد فیبری و محکم‌تر می‌باشد.
لابروم دو عملکرد دارد: عمیق‌تر کردن حفره گلنوئید، اتصال بافت‌ها و ساختمان‌های دیگر اطراف مفصل مانند لیگامان که مفصل را کنار هم نگه می‌دارد.
مفصل شانه یک مفصل گوی و حفره است که از سر هومروس و گلنوئید اسکاپولا (کتف) تشکیل می‌شود. سر هومروس بصورت گوی و حفره کم عمق گلنوئید به شکل یک زیر استکانی که ازسر هومروس (استخوان بازو) کوچک‌تر است.
اندازه‌های نامناسب سر هومروس و حفره کم‌عمق و کوچک گلنوئید که کپسول مفصلی سستی همراه آن‌هاست انجام حرکات را در محدوده وسیعی برای این مفصل امکان‌پذیر می‌سازد اما بی‌ثباتی مفصل را سبب می‌شوند. عضلات نیرومندی که مفصل را به‌طور کامل احاطه کرده‌اند این بی‌ثباتی را از بین می‌برند. این عضلات قادرند که مفصل را در هر حالتی نگهداری و تقویت کنند بدون اینکه مانع عملکرد و حرکت رباط‌ها شوند.